# モバイル・パワフルプロ野球 公式ライセンス版
モバイル・パワフルプロ野球 公式ライセンス版（ - やきゅう こうしき - ばん）は、コナミデジタルエンタテインメントより配信されている携帯電話用野球ゲームのシリーズである。NPB公式ライセンスを受けている。

## 概要
携帯電話向け公式サイト「パワプロワールド」では、さまざまなパワプロ系ゲームアプリが配信されてきたが、2006年配信開始の『モバイル・パワフルプロ野球 公式ライセンス版2006』からは家庭用ゲーム機版同様に実名のチーム・選手データが収録されるようになった。『2006』はiアプリのみだったが、『2007』よりEZアプリ、S!アプリ（『2011』まで）にも対応。
2012年にはNPB公式ライセンスを受けたAndroid版『モバイル・パワフルプロ野球2012 for auスマートパス』も登場した。

## 収録モード
- 対戦 - CPUチームとの対戦（1試合）
- ペナント - 30・70・144[5]試合をプレイするモード。オート試合機能も搭載。
- アレンジ - 「パワプロワールド」で配信されているサクセスアプリで作成したオリジナル選手を登録してチームを作成。